# Gerhard Hennige
Gerhard Hennige (Karlsruhe, 23 settembre 1940) è un ex ostacolista e velocista tedesco.

## Biografia
Alle Olimpiadi del 1968 svoltesi a Città del Messico, dove gareggiava nella squadra della Germania Ovest, vinse la medaglia d'argento nella gara dei 400 m ostacoli, preceduto da David Hemery, e la medaglia di bronzo nella staffetta 4×400.
Negli anni novanta Hennige è stato preparatore atletico del campione di Formula 1 Michael Schumacher.

## Palmarès
| Anno | Manifestazione | Sede              | Specialità      | Risultato | Note |
| ---- | -------------- | ----------------- | --------------- | --------- | ---- |
| 1968 | Olimpiadi      | Città del Messico | 400 m ostacoli  | Argento   |      |
| 1968 | Olimpiadi      | Città del Messico | Staffetta 4×400 | Bronzo    |      |
| 1969 | Europei        | Atene             | Staffetta 4×400 | Bronzo    |      |

## Altre competizioni internazionali
1967
- Oro in Coppa Europa ( Kiev), 400 m ostacoli - 50"2[1]